# Doktor Jekyll i pan Hyde (nowela)

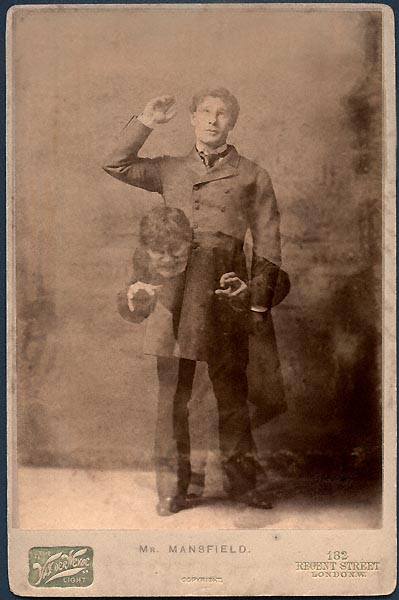
Aktor Richard Mansfield wciela się w podwójną rolę

Doktor Jekyll i pan Hyde (ang. Strange Case of Dr Jekyll and Mr Hyde) – brytyjska nowela napisana przez szkockiego autora Roberta Louisa Stevensona, po raz pierwszy w oryginale opublikowana 5 stycznia 1886 roku. Nowela znana jest jako portret psychopatologii i podwójnej osobowości. W kulturach anglojęzycznych fraza „Jekyll i Hyde” oznacza kogoś o dwulicowej osobowości.
„Dr Jekyll i Mr Hyde” szybko odniósł ogromny sukces i stał się jednym z bestsellerów R.L. Stevensona. Pierwsze adaptacje pojawiły się rok po publikacji, a sama książka stała się inspiracją wielu filmów.
Pierwsze polskie wydanie ukazało się w 1925 roku, pod tytułem Człowiek o dwu twarzach.

## Fabuła
Utwór opowiada o londyńskim prawniku Johnie Gabrielu Uttersonie, który prowadzi dochodzenie w sprawie dziwnych powiązań między jego przyjacielem, cenionym lekarzem dr Henrym Jekyllem, a mizantropijnym Edwardem Hyde’em. Podejrzewa on, że Hyde zastrasza Jekylla do uczynienia jego spadkobiercą.
Członek parlamentu i klient Uttersona – sir Danvers Carew – zostaje pobity na śmierć, a policja z Uttersonem odkrywa że za zbrodnią stoi Hyde. Jednak narzędziem zbrodni jest laska niegdyś ofiarowana Jekyllowi przez Uttersona. W dodatku pismo Hyde’a w napisanym przez niego liście jest identyczne z charakterem pisma Jekylla, co prowadzi Uttersona do wniosku, że Jekyll sfałszował notatkę, aby chronić Hyde’a.
Niedługo Jekyll zrywa wszelkie kontakty. Dr Hastie Lanyon, wspólny znajomy Jekylla i Uttersona, umiera w szoku po otrzymaniu informacji dotyczących Jekylla, a przed śmiercią daje Uttersonowi list, który należy otworzyć, jeśli Jekyll zniknie lub umrze. Na początku marca kamerdyner Jekylla, Poole, odwiedza Uttersona i mówi, że Jekyll od tygodni ukrywa się w swoim laboratorium. Utterson i Poole włamują się do laboratorium, gdzie znajdują martwego Hyde’a w ubraniu Jekylla.
W liście przeznaczonym dla Uttersona Jekyll ujawnia, że zmęczony tłumieniem swych zachowań niegodnych jego pozycji społecznej stworzył eliksir, pozwalający zmienić postać. Pod osłoną nocy Jekyll jako Hyde staje się ucieleśnieniem zła. Nie czuje z tego powodu wyrzutów sumienia do momentu zamordowania sir Carewa. Obawiając się schwytania i kary śmierci Jekyll chce zrezygnować z podwójnego życia, jednak zmienia się w Hyde’a mimowolnie a cofnięcia przemiany są możliwe tylko przy zażyciu eliksiru.
Jako Hyde prosi Lanyona o przyniesienie chemikaliów z laboratorium i w jego obecności tworzy eliksir, po czym wraca do dawnej postaci. Szok wywołany tym widokiem powoduje pogorszenie stanu i śmierć Lanyona. Tymczasem mimowolne przemiany Jekylla stają się coraz częstsze i wymagają coraz większych dawek eliksiru. W końcu jeden ze składników kończy się, a jego kolejne partie z nowych zapasów nie działają. Jekyll spekuluje, że jeden z oryginalnych składników zawierał jakieś nieznane zanieczyszczenia, które sprawiły, że zadziałał. Zdając sobie sprawę, że pozostanie w postaci Hyde’a, popełnia samobójstwo przez wypicie trucizny.

## Adaptacje filmowe

### Ekranizacje
- Dr. Jekyll and Mr. Hyde – amerykański film krótkometrażowy z 1908 roku
- Dr. Jekyll and Mr. Hyde – amerykański film krótkometrażowy z 1912 roku
- Dr. Jekyll and Mr. Hyde – amerykański film krótkometrażowy z 1913 roku
- Ein Seltsamer Fall – niemiecki film z 1914 roku
- Doktor Jekyll i pan Hyde – amerykański film z 1920 roku
- Doktor Jekyll i pan Hyde – amerykański film krótkometrażowy z 1920 roku
- Doktor Jekyll i pan Hyde – amerykański film z 1931 roku
- Doktor Jekyll i pan Hyde – amerykański film z 1941 roku
- The Two Faces of Dr. Jekyll – brytyjski film z 1960 roku
- Karutha Rathrikal – indyjski film z 1967 roku
- I, Monster – brytyjski film z 1971 roku[2]
- Dr. Jekyll and Sister Hyde – brytyjski film z 1971 roku
- Niezwykła historia doktora Jekylla i pana Hyde’a – radziecki film z 1985 roku
- Doktor Jekyll i Pan Hyde – australijski film animowany z 1986 roku
- Mary Reilly – amerykański film z 1996 roku
- Dr Jekyll i pan Hyde – brytyjski film z 2002 roku
- Jekyll – amerykański film z 2007 roku
- Dr Jekyll i pan Hyde – kanadyjski film z 2008 roku

### Parodie
- Abbott i Costello spotykają Jekylla i Hyde’a – amerykański film z 1953 roku
- Mr. Hyde i królik – amerykański krótkometrażowy film z 1955 roku z udziałem Królika Bugsa
- The Ugly Duckling – brytyjski film z 1959 roku
- WonderGran Meets Dr. Jackal and Mr. Hyde – skecz brytyjskiego programu komediowego The Benny Hill Show z 1981 roku[3].
- Jekyll i Hyde... Znowu razem – amerykański film z 1982 roku
- Kapitan Czytalski przedstawia Dr. Jekyll i Mr. Hyde – 2. odcinek amerykańskiego serialu animowanego Kapitan Czytalski z 1986 roku
- Doktor Jekyll i panna Hyde – amerykańsko-brytyjski film z 1995 roku
- Dr Jekyll i Mr Hyde według Wytwórni A’Yoy – polski film z 1999 roku

### Nawiązania do postaci
- Upiór Hyde / dr Jekyll – główny antagonista odcinka „W gościnie u doktora Jekylla” serialu animowanego Scooby Doo, gdzie jesteś?[4]
- Pan Hyde / Ksawery Fairchild– główny antagonista odcinka „Scooby Doo w fabryce snów” serialu animowanego Nowy Scooby Doo[5]
- Willie the Weasel / Mr. Hyde – główny antagonista odcinka „Everyone Hyde!” serialu Dynomutt, Dog Wonder[6]
- Dr Szakal / Mr. Night – bohater filmu animowanego Scooby-Doo i oporny wilkołak z 1988 roku[7]
- Dr Jekyll / Mr. Hyde – bohater filmu animowanego Scooby Doo: Maska Błękitnego Sokoła z 2013 roku[8]
- Dr Jekyll / Mr. Hyde – serial Dawno, dawno temu
- Mister Hyde – superzłoczyńca z uniwersum komiksowego Marvel Comics
- dr Henry Jekyll / Edward Hyde – bohater filmu Mumia z 2017 roku
- w odcinku „Hyde and Go Tweet” serii Zwariowane Melodie kanarek kanarek Tweety przypadkiem zatruł się miksturą Jekylla i poluje na Sylwestra
- Pan Edward Hyde/Dr Henry Jekyll- Jeden z wrogów tytułowego Van Helsinga w filmie z 2004 roku
- w odcinku „Dr. Jekyll & Mr. McDuck” serialu Kacze opowieści z 1987 roku Sknerus McKwacz przypadkiem zatruł się miksturą Jekylla i zmienia się w swoje przeciwieństwo – rozrzutnika
- Wednesday (2022) reż. Tim Burton – jedna z postaci jest Hyde’em, który zabija uczniów Nevermore